# 飯谷大橋
飯谷大橋（いいたにおおはし）は、福島県河沼郡柳津町大字飯谷の只見川に架かる柳津町道上田野老沢線の橋長190.5 m（メートル）の鋼2径間上路連続トラス橋。

## 概要
耐候性鋼材を使用している。桁は変断面であり、桁高は橋台側で8.000 m、橋脚上で17.000 mとなっている。
- 形式 - 鋼2径間上路連続変断面トラス橋
- 活荷重 - B活荷重
- 橋長 - 190.500 m
  - 支間割 - ( 104.750 m + 83.750 m)
- 幅員
  - 総幅員 - 11.000 m
  - 有効幅員 - 10.000 m
  - 車道 - 7.500 m
  - 歩道 - 片側2.500 m
- 床版 - 鉄筋コンクリート
- 総鋼重 - 918 t
- 設計 - 大日本コンサルタント
- 施工 - サクラダ・住友重機械工業・東日本鉄工特定建設共同企業体
- 架設工法 - トラッククレーンカンチレバー工法

## 歴史
1982年度（昭和57年度）に緊急地方道整備整備事業として福島県会津若松建設事務所により町道出倉野老沢線の橋梁として架橋事業に着手し、2004年（平成16年）4月21日に飯谷大橋が完成した。
架橋により国道252号と福島県道343号飯谷大巻線を結び、歩行者・自動車の安全な通行が可能になった。